# Гудимов Степан Митрофанович
Гудимов Степан Митрофанович (біл. Гудзімаў Сцяпан Мітрафанавіч; нар. 7 листопада 1913, Ягідне — пом. 22 1941, Берестейська область) — радянський льотчик-винищувач. 
У Велику Вітчизняну війну одним з перших здійснив повітряний таран ворожого літака.

## Біографія

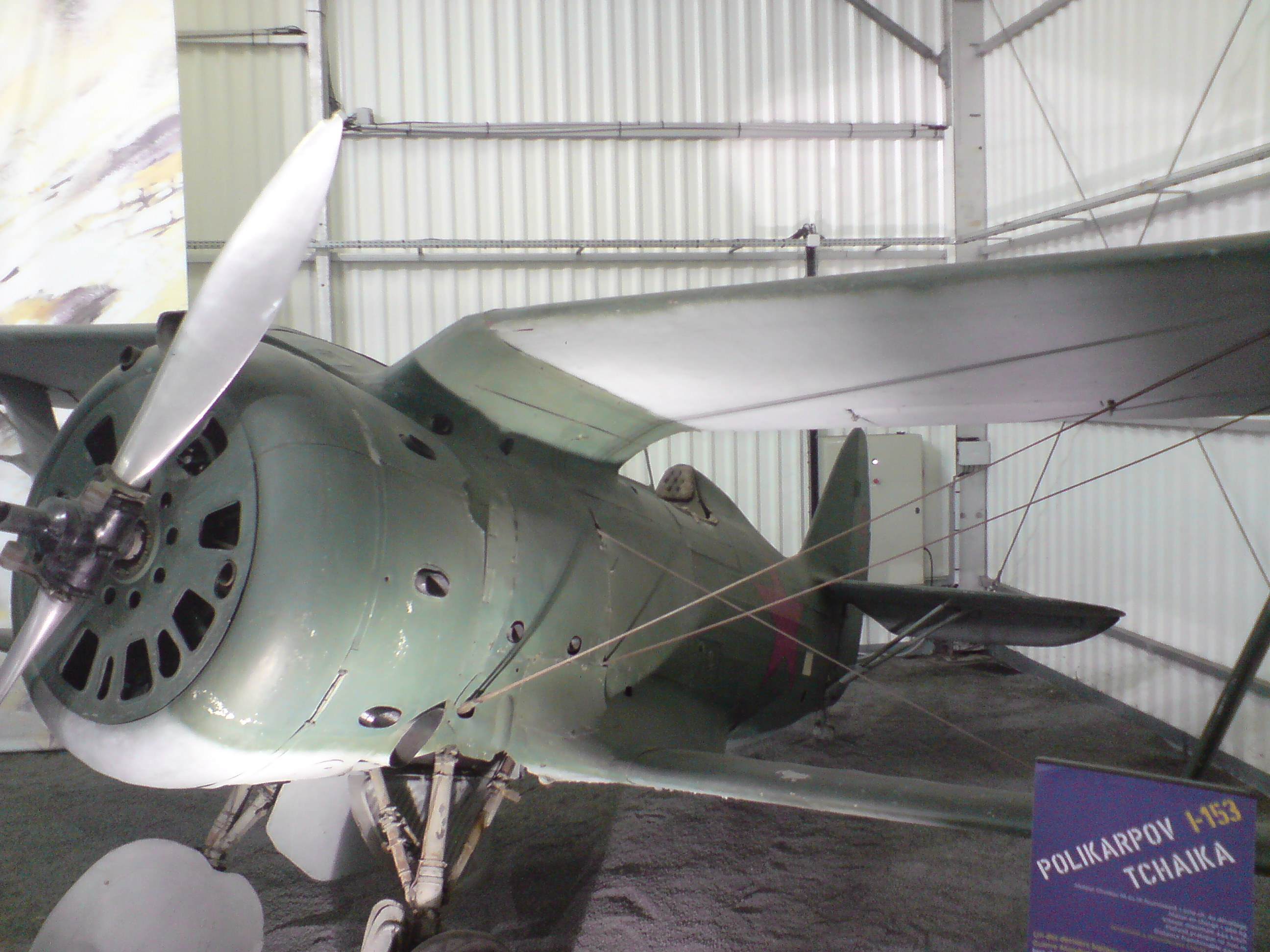
Винищувач І-153 «Чайка»

Народився 7 листопада 1913 року в селі Ягідне Російської імперії (нині у Вільховському районі Волгоградської області Російської Федерації). 
Закінчив 7-річну школу. Працював слюсарем на Сталінградському тракторному заводі. З 1934 — у Червоній армії, закінчив Вищу школу льотчиків (1937). З травня 1938 р. служив у 33-му винищувальному авіаційному полку. Брав участь у війні з Польщею 1939 року. Після цього полк переведений на аеродром у Пружани. Член ВКП(б) з 1941 р.
Вранці 22 червня 1941 р. аеродром 33-го винищувального авіаційного полку в Пружанах був підданий масованому нальоту німецької авіації. Лейтенант Гудимов вилетів на своєму винищувачі І-153 (за іншими даними на І-16) у складі ескадрильї на захист нальоту в напрямку міста Кобрина. Вступив у бій з ворогом і збив один бомбардувальник. О 5:20, коли закінчилися боєприпаси, здійснив повітряний таран другого літака. Загинув при спробі катапультуватися (стропи парашута зачепилися за осколки збитого літака).
15 лютого 1968 року С.М. Гудимов посмертно нагороджений орденом Вітчизняної війни II ступеня.

## Пам'ять
У Пружанах ім'ям Гудимова названа вулиця, поставлений пам'ятник у міському сквері.